# Zuvár
Zuvár vagy Ódamásd vára egy mára elpusztult vár a Börzsöny délnyugati részén, Márianosztra közelében. Nem tévesztendő össze a közeli Ipolydamásd szélén található, török kori  Damásd várával. A középkori Damásd falu ugyanis Zuvártól 1 km-re délre, a ma Ódamásdnak nevezett helyen állt. Mai, Ipoly-parti helyére csak a 18. század végén költözött a település.

## Elhelyezkedése
A vár a 318 méter magas Zuvár-hegyen, a Misaréti és az Ódamásdi patak völgye között található. A 30 x 50 méter nagyságú, szabálytalan négyszög alakú csúcs 140 méterrel emelkedik környezete fölé, de rejtett fekvése miatt csak közvetlen környezetére biztosít jó rálátást. Északon keskeny nyereggel kapcsolódik egy kis fennsíkhoz, a többi irányból meredek lejtők veszik körbe.

## Története
A várat írásos forrásaink nem említik. A 14-16. századi oklevelekben szereplő erősség, Damásd vára nem azonos Zuvárral. Zuvár építtetője feltehetőleg a közeli Nostra falu birtokosa, az 1262-ben említett Nostre-i Jakab vagy az 1270-72 között oklevelekben szereplő Nostroy Mihály lehetett. Később Konrád esztergomi polgár birtokolta a területet, akitől 1281 előtt a király cserével megszerezte azt. 
Gyöngyösi Gergely pálos szerzetes feljegyzéséből tudjuk, hogy az 1352-ben I. Lajos király által alapított márianosztrai kolostor a közeli "Nostre nevű vár" köveiből épült. A 14. század közepére tehát a vár feltehetőleg elpusztult. 

## Kutatása
A vár rövid leírása Kormos Ottó és Benkóczy Béla munkáiban szerepel. Az írott forrásokban említett várat Korcsmáros László különítette el Damásd várától. Miklós Zsuzsa 1983-ban szondázó ásatással tárta fel a lakóépület, a falak, valamint az árok és a sánc alakját és szerkezetét. A feltárás során 13. századi kerámialeletek (fazék- és csészadarabok, kályhaszemek), valamint fémtárgyak (kés, nyárs, lópatkók és sarlók) kerültek elő.

## Leírása
A vár háromszoros védelemmel rendelkezett: kőfalait kettős árok- és sáncrendszer vette körül.
A 140-300 cm alapvastagságú, durván megmunkált kövekből épített falak a hegy peremén futottak körbe. Az északkeleti oldalon 12 méter hosszan ma is látható a fal külső síkja, valamint felismerhetőek a falat délkeleten és északkeleten megtámasztó pillérek nyomai is. A belső árok a hegy tetejétől mintegy 5 méterrel alacsonyabban, nyugat. észak és kelet felől fut körbe, szélessége ma 5-6 méter. Az árok külső peremén húzódó sánc napjainkban helyenként 2 méter magas. A többször megszakadó külső árok az északi és keleti oldalon további 5 méterrel lejjebb, a belsőtől egy 5-10 méter széles terasszal elválasztva található. A vár külső védművei mintegy 100 x 100 méteres területet ölelnek körbe. Mindkét sáncot az árok kimélyítésekor keletkezett sziklatörmelékből emelték. A sáncok nyílásai és a közöttük lévő feltöltés arra utal, hogy a vár bejárata északkeleten lehetett. 
A vár belső területének északkeleti részén állt a lakótorony, mely észak és kelet felől a vár falaival érintkezett. Alapterülete 6,3 x 7 méter, falainak alapvastagsága pedig 150 cm. Területéről 13. századi kerámia- és üvegtöredékek kerültek elő. A torony közelében, északnyugaton két, 13. századi kemence maradványait tárták fel. A vár déli részén egy fából készült épület nyomai (gerendamaradványok, cölöplyukak, paticsréteg) lelhetőek fel. Az épületet kis, ívelt árok vette körül. Az ebben talált faszenes réteg tűz általi pusztulást jelez. 